# Joachim Wiesner
Joachim Wiesner (* 27. Mai 1934 in Landeshut, Schlesien; † 5. November 2009 in Bad Godesberg) war ein deutscher Politikwissenschaftler.
Nach einem Studium der Philosophie, Germanistik, Geschichte und Politik in Freiburg im Breisgau, Bonn und Freiburg im Üechtland promovierte er 1963 an der Universität Freiburg in der Schweiz über Das Wort „heit“ im Umkreis althochdeutscher „persona“-Übersetzungen. Seit der Habilitation im Fach Politische Wissenschaft 1973 war er Privatdozent an der Universität zu Köln. 1974 wurde er Professor für Politikwissenschaft an der Katholischen Fachhochschule Nordrhein-Westfalen. 1999 trat er in den Ruhestand.
Wiesners Forschungsschwerpunkte waren verfassungspolitische Analysen politischer Systeme der Bundesrepublik Deutschland und von Commonwealth-Staaten, verfassungspolitisch orientierte Wahlforschung und politische Theorie.
Er war für den Bund Katholischer Unternehmer und die Freie Demokratische Partei als Sachverständiger für familienpolitische Fragen tätig.
Im Februar 2007 reichte Joachim Wiesner gemeinsam mit seinem Sohn eine Wahlprüfungsbeschwerde beim Bundesverfassungsgericht gegen den Einsatz von Wahlcomputern bei der Bundestagswahl 2005 ein. Mit Urteil vom 3. März 2009 hat das Bundesverfassungsgericht der Klage stattgegeben.
Er war Mitglied der katholischen Studentenverbindung K.D.St.V. Teutonia Fribourg.

## Werke
- Der Person-Begriff als sprachwissenschaftliches Problem: Voraussetzungen – Methoden – Forschungsziele. In: Zeitschrift für deutsche Sprache, Band 25, 1969, S. 49–64.
- Vom Rechtsstaat zum Faustrechts-Staat. Eine empirische Studie zur sozialethischen und ordnungspolitischen Bedeutung des Scheidungs-, Scheidungsfolgen- und Sorgerechts. Oder: Über die staatlich verursachte Paralyse von Rechtshandeln und Rechtsbewußtsein in der Bundesrepublik Deutschland. Verlag Regensberg, Münster 1985, ISBN 978-3-7923-0528-7.